# Stadio Comunale (Bellinzona)
Das Stadio comunale di Bellinzona (deutsch Stadion der Gemeinde Bellinzona) ist ein Fussballstadion mit Laufbahn in der Schweizer Gemeinde Bellinzona im italienischsprachigen Kanton Tessin. Es ist die Heimstätte des Fussballclubs AC Bellinzona und ist im Besitz der Gemeinde. Die Spielstätte bietet heute insgesamt 5'000 Plätze. Davon sind 600 Sitzplätze und 4'400 Stehplätze. Die Spielfläche besteht aus einem Naturrasen.

## Geschichte
Am 29. März 1946 beschloss der Stadtrat den Bau des städtischen Stadions. Die erste Partie wurde am 1. Dezember 1946 zwischen der AC Bellinzona und dem Grasshopper Club Zürich (3:0) ausgetragen. Die Anlage wurde offiziell am 27. Mai 1947 eröffnet. Damals bot es Platz für 21'000 Zuschauer. Am 24. Mai 1950 wurde mit einem Freundschaftsspiel gegen die AC Mailand die Flutlichtanlage eingeweiht.
Im Oktober 2012 stellte die AC Bellinzona Pläne für einen Stadionneubau des den Anforderungen der Swiss Football League nicht mehr ausreichenden Stadio Comunale vor. Die Spielstätte sollte 12'000 Plätze und ein schliessbares Dach erhalten. Zu dem Bauprojekt zählten aber auch ein Medienzentrum, ein Reha-Zentrum, ein Fitnessstudio, ein Hotel, zwei Restaurants mit Bar, Tagungsräume sowie eine Bibliothek. Die Kosten sollten sich auf 100 Millionen Schweizer Franken (ca. 82,7 Millionen Euro) belaufen. Nach dem Konkurs der AC Bellinzona im Jahr 2013 hatten sich die Neubaupläne erübrigt.
Bis 2024 wurde jeweils im September auf der Anlage das jährliche internationale Leichtathletik-Meeting Galà dei Castelli durchgeführt. Es war ab 2020 Teil der World Athletics Continental Tour. Die für 2025 geplante 15. Ausgabe wurde von den Organisatoren aus finanziellen Gründen abgesagt.

## Tribünenkapazität
Die Spielstätte bietet heute insgesamt 5'000 Plätze.
- Haupttribüne: 600
- Gegentribüne (Stehplätze): 3'000
- Est-Sektor (Stehplätze): 450
- Ovest-Sektor (Stehplätze): 450
- Gäste-Sektor (Stehplätze): 500

## Länderspiele
Folgende Länderspiele der Schweizer Fussballnationalmannschaft wurden im Stadio Comunale ausgetragen:
|                |                            |           |                                                   |
| Frauen         |                            |           |                                                   |
| 19. Okt. 1980: | Schweiz – Italien          | 2:1       | Freundschaftsspiel (1. Länderspiel in Bellinzona) |
| 25. Feb. 2006: | Schweiz – Dänemark         | 2:3 (1:1) | Freundschaftsspiel                                |
| Männer         |                            |           |                                                   |
| 25. März 1987: | Schweiz – Tschechoslowakei | 1:2 (1:0) | Freundschaftsspiel (1. Länderspiel in Bellinzona) |